# Piet Dubbelman
Pieter Jacobus (Piet) Dubbelman (Dordrecht, 18 juni 1910 – Hoorn, 4 augustus 1979) was een Nederlands voetballer en voetbaltrainer.
Hij speelde bij D.F.C. en vanaf 1933 bij Xerxes waar hij aanvoerder werd. Hij kwam uit voor het Zwaluwenelftal en werd geselecteerd voor het Bondselftal.
Hij begon als trainer bij Sliedrecht. In 1944 haalde hij zijn examen oefenmeester bij de KNVB. Als trainer had hij onder meer DHC, EBOH, Quick (Nijmegen), De Volewijckers, Zwartemeer, Leeuwarden, Volendam en RCH onder zijn hoede. Dubbelman was ook bestuurslid van de Vereniging voor Oefenmeesters in Nederland. In 1970 werd hij scout bij SC Cambuur.

## Erelijst
Quick (Nijmegen)
| Nationaal                              |    |         |
| KNVB Beker                             | 1x | 1948/49 |
| Afdelingskampioen Tweede Klasse (Oost) | 1x | 1952/53 |

 Leeuwarden
| Nationaal      |    |         |
| Tweede divisie | 1x | 1956/57 |